# عبد الله بن عمر باذيب
عبد الله بن عمر باذيب عالم مسلم متصوف، هاجر إلى سريلانكا، ودخل قرية كهاتويتا [الإنجليزية] داعيًا إلى الله، فأسلم على يديه جلُّ سكانها، وأسس بها مسجدا جامعا وتكية. وساهم بشكل كبير في تعليم المسلمين السريلانكيين، وكان مؤسس الطريقة القادرية الباذيبية.

## مولده ونشأته
ولد في المخا بساحل اليمن، وحصل على تعليمه الابتدائي في مسقط رأسه. ذهب إلى مكة للدراسة. ودرس العلوم الإسلامية واللغة العربية على يد الشيخ عثمان الميرغني المكي في المسجد الحرام. وبعد ذلك سافر إلى مصر ودرس الفقه والتفسير والقواعد العربية في جامعة الأزهر. ونال فرصة الدراسة على يد شيخ الأزهر إبراهيم الباجوري.

## هجرته إلى سيلان
سافر إلى الهند من مصر مع الشيخ السيد أحمد بن مبارك للدعوة وتعليم الإسلام للمسلمين هناك. في الهند سافر كلاهما إلى مليبار بولاية كيرلا لزيارة الشيخ عبد الرحمن. مكثوا بضعة أيام في منزل الشيخ عبد الرحمن. وبعد عدة أيام سافر إلى شمال الهند وسافر السيد أحمد بن مبارك إلى سريلانكا. ثم سافر لاحقًا إلى سريلانكا.
وصل الشيخ باذيب إلى سريلانكا عام 1840، وبعد إقامة قصيرة عاد إلى اليمن. ثم وصل سريلانكا مرة أخرى عام 1858. عندما جاء إلى سريلانكا كانت تحكمها المملكة المتحدة. وفي ذلك الوقت، كان لدى مسلمي سريلانكا مستويات تعليم منخفضة. كما وصل الزعيم الثوري المصري أحمد عرابي إلى سريلانكا في نفس الوقت الذي وصل فيه باذيب، وحاول نشر الطريقة القادرية الصوفية في سريلانكا.
سافر الشيخ باذيب إلى العديد من الأماكن في سريلانكا، وبقي في هماثاغما عدة سنوات، أقام تكية هناك. وبنى تكية بالقرب من جامع كهاتويتا الكبير. وأنشأ مدرسة تُعرف اليوم باسم (بالإنجليزية: Kahatowita Al-Badriya Maha Vidiyalaya)‏.

## مؤلفاته
له عدة كتب منها:
| - «السيل الوارد لإغراق المعاند» - «الحجر القاسي في رد رسالة الفاسي» - «الدرر الفاخرة في جواز رؤية الله في الآخرة» - «معدن السرور المنقذ من الظلمات إلى النور» | - «تحفة المسلمين في أبوي سيد المرسلين» - «سرور المقربين في رد المحجوبين» - «معراج السالكين إلى حضرة رب العالمين» - «الأسرار البديعة في التجليات الرفيعة» |

## وفاته
عاش في كهاتويتا في سنواته الأخيرة. وتوفي في 14 يناير 1892 في كهاتويتا [الإنجليزية]، ودفن بها.